# Shun Yamamoto (Nordischer Kombinierer)
Shun Yamamoto (japanisch 山元 駿 Yamamoto Shun; * 1. Juli 1988 in der Präfektur Toyama) ist ein japanischer Nordischer Kombinierer.

## Werdegang
Sein Debüt im B-Weltcup der Nordischen Kombination gab Shun Yamamoto am 19. Januar 2007 in einem Massenstart im italienischen Val di Fiemme, in dem er den 57. Rang belegte. Bei den Nordischen Junioren-Skiweltmeisterschaften 2007 in Tarvis wurde er 34. im Gundersen-Wettkampf von der Normalschanze mit einer sich daran anschließenden Langlaufdistanz über zehn Kilometer. Nach mehrjähriger Pause kehrte er im Januar 2010 in den 2008 in Continental Cup umbenannten B-Weltcup zurück. Sein bestes Resultat in dieser Wettbewerbsserie war ein Sieg am 11. Januar 2013 im russischen Tschaikowski vor dem Österreicher Marco Pichlmayer und dem Franzosen Nicolas Martin. Dies stellt zugleich seine bislang einzige Podiumsplatzierung im Continental Cup dar. In der Saison 2012/13 stand mit Rang 15 auch das beste Gesamtresultat zu Buche.
Im Weltcup der Nordischen Kombination startete er erstmals am 23. Januar 2010 in Schonach. Die erste Platzierung in den Punkterängen folgte etwas mehr als drei Jahre später, am 26. Januar 2013, in Klingenthal. Die Saison 2012/13 schloss er mit 31 Punkten auf dem 48. Platz im Gesamtweltcup ab.

## Statistik

### Nordische Junioren-Skiweltmeisterschaften
- Tarvis 2007: 34. Gundersen (HS 100/10 km)

### Weltcup-Platzierungen
| Saison  | Platz | Punkte |
| ------- | ----- | ------ |
| 2012/13 | 48.   | 031    |
| 2013/14 | 80.   | 001    |

### Continental-Cup-Siege im Einzel
| Nr. | Datum           | Ort          | Disziplin |
| --- | --------------- | ------------ | --------- |
| 1.  | 11. Januar 2013 | Tschaikowski | Gundersen |

### Continental-Cup-Platzierungen
| Saison  | Platz | Punkte |
| ------- | ----- | ------ |
| 2009/10 | 73.   | 028    |
| 2010/11 | 50.   | 080    |
| 2011/12 | 46.   | 097    |
| 2012/13 | 15.   | 295    |

### Grand-Prix-Platzierungen
| Saison | Platz | Punkte |
| ------ | ----- | ------ |
| 2011   | 50.   | 001    |